# 趙令稼
趙令稼（？—？），北宋宗室。他是嘉國公趙世括的儿子、燕王趙德昭的玄孫、宋太祖的六世孫、宋徽宗的同辈堂兄弟。封房國公。他的六世孙趙昀是宋理宗。

## 家庭

### 妻
- 壽昌縣君李氏（李言孫女、李祺之女，李太后之外族（應是章懿皇后李氏）。單生一女，僅入門一年即歿，年僅19歲）[1]

### 子
有子十二
- 長子不詳
- 訓武郎趙子育
- 訓武郎趙子元
- 成忠郎趙子褒
- 修武郎吳國公追封周元肅王趙子奭
- 忠訓郎趙子亶
- 忠訓郎趙子齊
- 修武郎趙子亦
- 成忠郎趙子辛

### 女
一女，壽昌縣君李氏所出